# Forêt de Sahafina
 (janvier 2012).
Si vous disposez d'ouvrages ou d'articles de référence ou si vous connaissez des sites web de qualité traitant du thème abordé ici, merci de compléter l'article en donnant les références utiles à sa vérifiabilité et en les liant à la section « Notes et références ».
La forêt de Sahafina est une forêt primaire humide de Madagascar.

## Localisation
La forêt de Sahafina se situe à l’est de Madagascar, près de la forêt humide du parc national de Mantadia.

## Faune et flore
En 2008/2009, une nouvelle espèce de lémurien a été découverte dans cette forêt : Microcebus gerpi.
Cette forêt est encore vierge et quasiment inconnue ; à l’heure actuelle[Quand ?] on ne connait pas d’autres espèces animales ou végétales de cette forêt[pas clair].